# Pierre Vernier
Pierre Vernier (Ornans, 19 augustus 1580 – aldaar, 14 september 1637) was een Frans wiskundige en uitvinder van meetinstrumenten. Zijn bekendste uitvinding betrof de vernier- of nonius-schaalverdeling die op meetinstrumenten, zoals de schuifmaat en micrometer, wordt gebruikt.

## Biografie
Vernier werd geboren in de Franse stad Ornans, in de Franche-Comté, toen de stad nog in handen was van de Spaanse Habsburgers; de Habsburgers bestuurden Franche-Comté samen met de Spaanse Nederlanden. 
Hij werd door zijn vader onderwezen in de wetenschap waardoor hij reeds op jonge leeftijd een interesse ontwikkelde voor meetinstrumenten. Gedurende zijn volwassen jaren werd de wetenschap meer een hobby omdat hij verscheidene ambten vervulde bij de Spaanse overheid. Later was hij kapitein en kasteelheer van het kasteel in Ornans en directeur-generaal van financiën in het graafschap Bourgondië.
In 1631 publiceerde Vernier in Brussel zijn verhandeling "La construction, l'usage, et les propriétés du quadrant nouveau de mathématique" (De constructie, gebruik en eigenschappen van een nieuw wiskundig kwadrant), waarin hij zijn nieuwe meetprincipe beschreef. Hiermee konden lengte- en hoekmetingen nauwkeuriger worden uitgevoerd dan voorheen.
Aan een kwadrant met een primaire schaal in halve graden kwam Vernier met het voorstel om een beweegbare sector aan te brengen, eenendertig halve graden lang maar verdeeld in dertig gelijke delen (elk deel bestond destijds uit een halve graad plus een minuut). Bij het meten van een hoek kon zodoende minuten gemakkelijker worden bepaald door af te lezen welke delingsplan van de sector samenviel met een delingsplan op het kwadrant.
Zijn verhandeling bevatte ook een trigonometrietabel voor sinussen en een wiskundige methode voor het bepalen van de hoeken van een driehoek indien de lengtes van de zijden bekend zijn.